# 母雞蘿絲去散步
《母雞蘿絲去散步》（英語：Rosie’s Walk）是英國繪本作家佩特·哈群斯創作的兒童繪本，於1968年出版。該繪本為佩特·哈群斯的處女作和成名作，至今已被翻譯成十種以上的語言出版。

## 故事簡介
一天，母雞蘿絲出發去散步，未料一隻飢餓的狐狸在她身後尾隨而來。在一處農家院子內，狐狸向蘿絲撲過去，卻被釘耙給打傷了；蘿絲路過池塘時，狐狸再度撲過去，卻掉進了池塘內，如此三番五次都沒能逮住母雞蘿絲。最後，蘿絲在從一排蜂箱下面走過去時，掉進手推車裡的狐狸撞翻了蜂箱，結果一大群蜜蜂把狐狸給追跑了。
蘿絲回到雞舍時，正好趕上晚餐時間。

## 評價
《紐約時報》一篇書評說《母雞蘿絲去散步》是「一出灑滿陽光的喜劇」。兒童文學評論家約翰·洛威·湯森則在《英語兒童文學史綱》中表示：《母雞蘿絲去散步》的敘事重點在於「隱藏在文字背後的事實」。

## 榮譽
《母雞蘿絲去散步》獲得了1968年美國《波士頓環球報》／《號角書》雜誌獎圖畫書銀獎。並先後入選紐約公共圖書館「每個人都應該知道的100種圖畫書」、《紐約時報》年度最佳童書、日本兒童文學者協會《世界圖畫書100選》等各種書單。